# 忘れてください
「忘れてください」（わすれてください、英題: Forget it）は、日本のロックバンドであるヨルシカの楽曲。2024年7月13日にPolydor Recordsからデジタル・シングルとして発売された。日本テレビ系土ドラ9『GO HOME〜警視庁身元不明人相談室〜』の主題歌として書き下ろされた楽曲で、ピアノとギター、ハンドクラップを主軸としたアレンジになっている。また、北原白秋の和歌からの影響もみられる。

## 制作背景
2024年6月8日、ヨルシカが日本テレビ系土ドラ9『GO HOME〜警視庁身元不明人相談室〜』の主題歌を書き下ろしたことが発表。この時点では楽曲のタイトルは明かされなかった。この発表に際して、suisはどこまでも正直な言葉の裏に、全く逆の想いも同時に込められていることがあります。私はそういう人間の愛から成る撞着が好きで、この曲にはその両立を込めて歌いましたと述べた。
7月13日に『GO HOME〜警視庁身元不明人相談室〜』の初回が放送され、楽曲の披露とともにタイトルが「忘れてください」であることが明かされた。作詞作曲を手がけたn-bunaは、本作について『忘れてください』は、いなくなった私を忘れてくださいという曲です。いなくなった誰かを探すという、このドラマに合った曲になっていることを願っていますと述べた。また、n-bunaは自身が作曲で頭を悩ませていた時期に読んだ北原白秋の歌集『桐の花』に収録の枇杷の木に黄なる枇杷の実かがやくとわれ驚きて飛びくつがへるという歌からの影響についても言及している。
本作でピアノの演奏を担当した平畑徹也は、n-buna君から「自由に弾いて良いですよ」って言われて逆にプレッシャーでしたが（笑）音の会話を意識して楽しくレコーディングしましたと述べた。

## プロモーション
ドラマの初回放送日である2024年7月13日の22時にデジタル・シングルとして発売された。発売から5日後には映像制作ユニットである擬態するメタが監督を務めたミュージック・ビデオが公開された。ミュージック・ビデオは男女が生活する部屋を舞台とし、楽曲の手拍子に合わせて生活が変化する様子を実写とアニメーションを駆使して描いた作品になっている。

## 評価
音楽ライターの石井恵梨子は、遠慮がちな音の上で紡がれるのは、〈箱の中の小さい家〉に暮らす二人の物語。いなくなることを見据えた〈僕〉は、あらゆる風景や心象について、ただ忘れてくださいと静かに願っているのだ。大仰なドラマも忘れられない事件もいらない。そんな歌詞と音像のマッチングが見事な一曲と評した。
ライターのかなざわまゆは、身元不明の遺体に残された手がかりから、死の真相を突き止めて待つ人のもとへ帰すというドラマのストーリーにあわせ、曲からは“永遠の別れ”の香りが漂うとし、穏やかなピアノの音色にのせたsuisの儚げな歌声も、感傷的なムードを誘うと評した。

## クレジット
※出典
- suis – ボーカル
- n-buna – 作詞作曲、編曲、コーラス、ギター、マンドリン、クラップ（英語版）、その他音源
- 下鶴光康 – ギター、クラップ
- キタニタツヤ – ベース、クラップ
- Masack – ドラム、クラップ
- 平畑徹也 – ピアノ、クラップ

## チャート成績
| チャート (2024年)           | 最高位 |
| --------------------------- | ------ |
| 日本 (Japan Hot 100)        | 36     |
| 日本 (オリコン合算シングル) | 49     |